# Lacrymaria lacrymabunda
Espèce
Lacrymaria lacrymabunda, la Psathyrelle pleureuse ou Psathyrelle veloutée, est une espèce de champignons agaricomycètes du genre Lacrymaria et de la famille des Psathyrellaceae.